# 特雷齐蒂利亚斯
特雷齐蒂利亚斯是巴西圣卡塔琳娜州的一个市镇。总面积185.205平方公里，总人口5641人，人口密度30.5人/平方公里。